# 命宮
命宮，玄學術語。

## 星命術中的命宮
星命術中的“命宮”，意為“立命之宮”，術數占卜者推命時需先推命宮。《張果星宗》中稱，以占卜對象的出生時辰置於太陽宮，然後順數時辰至卯，其對應之宮即為命宮。以子平術占卜者有「指掌法」，以手指各節對應天干地支，依次推出命宮的地支和天干。:336

## 相術中的命宮
命宮是相術中印堂的別稱，是相術中據以占卜的十二個顏面部位（「十二宮」）之一:345。相術占卜者以印堂的形狀顏色來占卜吉凶，認為「豐闊平正」者為佳:362。